# Nordsiebenbürgisch-Sächsisches Wörterbuch
Das Nordsiebenbürgisch-Sächsische Wörterbuch erfasst die Mundart der Siebenbürger Sachsen in und aus dem nördlichen Siebenbürgen. Das Teilgebiet der siebenbürgisch-sächsischen Sprachinsel umfasst 48 Ortschaften mit den Städten Bistritz und Sächsisch-Reen.

## Charakteristik
Die Anordnung der Lemmata ist alphabetisch, die Stichwörter sind in drei Abschnitte unterteilt: Punkt I enthält den Lautkopf mit sämtlichen belegten Lautformen, in Punkt II werden die einzelnen Satzbeispiele nach Bedeutungen gegliedert aufgeführt, und in Punkt III erfolgt die Aufzählung der Zusammensetzungen. Synonymenhinweise schließen an die jeweiligen Bedeutungen an. Bei Wörtern aus anderen Sprachen, meist dem Rumänischen und dem Ungarischen, endet der Wortartikel mit dem Hinweis auf die Etymologie. Das Wörterbuch, das eine im Untergang begriffene Mundart dokumentiert, ist nicht nur sprachhistorisch von Interesse. Sämtliche Aspekte des Lebens der Gemeinschaft spiegeln sich in seinen Belegsätzen wider. Brauchtum, Glaube und Aberglaube werden dargestellt. Breiten Raum nehmen die landwirtschaftlichen Arbeiten ein, zahlreiche Arbeitsgänge lassen sich aufgrund der Zettel genau rekonstruieren. Personen-, Orts- und Flurnamen sind im Material enthalten.
Das Nordsiebenbürgisch-Sächsische Wörterbuch war ein von der Deutschen Forschungsgemeinschaft, Bonn, gefördertes Projekt. Es wurde unterstützt vom Arbeitskreis für Siebenbürgische Landeskunde, Gundelsheim. Das Zettelarchiv ist Eigentum des Instituts für geschichtliche Landeskunde der Rheinlande der Universität Bonn, Abteilung für Sprachforschung.

## Geschichte
Friedrich Krauß (1892–1978) hat 1957 mit der Abfassung des Wörterbuchmanuskripts begonnen, bei seinem Tod lagen die Buchstaben A, B, C und ein paar Seiten D ausgearbeitet vor. Im Januar 1980 wurde Gisela Richter Bearbeiterin des Wörterbuchs. 2003 wurde das Projekt abgeschlossen. Der letzte Band erschien 2006.

## Materialbasis
Das von Friedrich Krauß in Siebenbürgen zusammengetragene Archiv umfasst rund 850.000 handschriftliche Zettel; es wurde laufend ergänzt durch Rückfragen und Exzerpte von Mundarttexten, die Gewährspersonen dem Wörterbuch zur Verfügung stellten.

## Publikationsstand
- Band 1 (A–C) 1986
- Band 2 (D–G) 1990
- Band 3 (H–M) 1993
- Band 4 (N–Sch) 1995
- Band 5 (Se–Z) 2006